# Metropoolregio Bangkok
De Metropoolregio Bangkok (Engels: Bangkok Metropolitan Region (BMR), Thai: Krung Thep Maha Nakhon Lae Parimonthon) is het grootstedelijke gebied van de hoofdstad Bangkok in Thailand.
De metropoolregio wordt door de overheid gedefinieerd als de speciale bestuursregio Bangkok en de vijf, dichtbevolkte aangrenzende changwat (provincies): Nakhon Pathom, Pathum Thani, Nonthaburi, Samut Prakan en Samut Sakhon.
In 2019 had deze metropoolregio 16.255.500 inwoners op een oppervlakte van 7.762 km2.
Bangkok heeft een snelle groei doorgemaakt sinds de twee miljoen inwoners in de jaren zestig. Sinds de jaren tachtig heeft de verstedelijking zich ook uitgebreid tot buiten de stadsgrenzen van Bangkok, naar de vijf aangrenzende provincies. Inmiddels reikt het gehele verstedelijkte gebied nog verder, tot in andere omliggende provincies en behoort het met 21,8 miljoen inwoners tot de grootste agglomeraties van de wereld.